# Fernand l'orphelin
Fernand l'orphelin est une bande dessinée dessinée par Claire Bretécher et écrite par Yvan Delporte dont les cinq histoires de quatre pages ont été publiées entre décembre 1971 et juin 1972 dans l'hebdomadaire néerlandais Pep sous le nom Alfred de Wees.
Fernand est un orphelin qui passe son temps à pleurer et va de problème en problème. Publiée dans Pep à l'occasion de la traduction dans le magazine des Naufragés de Raoul Cauvin et Bretécher, Fernand l'orphelin introduit dans l'hebdomadaire jeunesse un humour cruel assez peu commun dans cette publication. 
Seule série créée par Bretécher pour un marché étranger, Fernand l'orphelin a ensuite été reprise en 1977 dans Le Trombone illustré, un supplément ado-adulte à l'hebdomadaire jeunesse Spirou dont il est l'une des causes de l'arrêt et rééditée en album en 2006 par Glénat dans la compilation d'œuvres de jeunesse de Bretécher Décollage délicat.

## Liste des histoires
| Titre néerlandais                                                                    | Publication néerlandaises | Titre français                   | Première publication en français                |
| ------------------------------------------------------------------------------------ | ------------------------- | -------------------------------- | ----------------------------------------------- |
| Een beer is ook maar een beer (Un ours n'est qu'un ours)                             | Pep no 71-49              |                                  | Spirou no 2038-9 (Le Trombone illustré no 8-9)  |
| Een hartedief is ook maar een dief (Un voleur de cœur n'est qu'un voleur)            | Pep no 71-50              | La capote à boutons dorés        | Spirou no 2060-1 (Le Trombone illustré no 28-9) |
| Een brede schoot zit ook niet lekker (Un plan large n'est pas savoureux)             | Pep no 71-51              | Le bûcheron et sa chaumière      | Spirou no 2052-5 (Le Trombone illustré no 22-3) |
| Een eenzame winterdag is nog eenzamer (Un hiver solitaire est encore plus solitaire) | Pep no 72-23              | Abandonné dans la bise hivernale | Spirou no 2041-2 (Le Trombone illustré no 11-2) |
| Een lolly heeft ook een houtje (Une sucette a une lame)                              | Pep no 72-24              | La Sucette de l’opprobre         | Spirou no 2045-6 (Le Trombone illustré no 15-6) |